# Museo Nacional de la Esclavitud
El Museo Nacional de la Esclavitud , en portugués: Museu Nacional da Escravatura, se localiza en el Morro da Cruz, en la ciudad de Luanda, en Angola.
Creado en 1997 por el Instituto Nacional del Patrimonio Cultural con el objetivo de dar a conocer la historia de la esclavitud en Angola, el Museu Nacional da Escravatura tiene su sede en la Capilla de la Casa Grande, (en portugués: Capela da Casa Grande), templo del siglo XVII donde los esclavos eran bautizados antes de ser embarcados en los barcos negreros que los levaban al continente americano.
El museo, que reúne y expone centenas de piezas utilizadas en el tráfico de los esclavos, está instalado en la antigua propiedad de Álvaro de Carvalho Matoso, capitão-mor de los presidios de Ambaca, Muxima y Massangano, en Angola, y uno de los mayores comerciantes de esclavos de la costa africana en la primera mitad del siglo XVIII . Fallecido en 1798, sus familiares y herederos continuaron ejerciendo el tráfico de esclavos en el mismo sitio hasta 1836 cuando un decreto de María II de Portugal prohbió que desde las colonias portuguesas se exportasen esclavos.